# Memore
Memore (latino: Memor; ... – 262) è stato un usurpatore contro l'imperatore romano Gallieno.
Originario dell'Africa del nord, era responsabile della fondamentale fornitura di grano per la città di Roma. Dopo aver sedato la rivolta dei Macriani, Gallieno inviò Aurelio Teodoto (Aurelius Theodotus) in Egitto a debellare la rivolta di Mussio Emiliano: i soldati di Teodoto uccisero anche Memore. Non essendoci la certezza che si sia proclamato imperatore o che avesse intenzione di farlo, è stato suggerito che Memore fosse stato giustiziato per il suo sostegno all'usurpazione dei Macriani.

### Fonti primarie
- Pietro il Patrizio, Exc. de sent., 264, 160
- Zosimo, Historia nea, i,38,1

### Fonti secondarie
- s.v. "Usurpers in Egypt: Mussius Aemilianus and Memor", in Körner, Christian, "Usurpers under Gallienus", De Imperatoribus Romanis, su roman-emperors.org.